# Acetilcarnitina
La Acetil-L-carnitina o ALCAR es una forma acetilada de la L-carnitina. Se sintetiza de forma natural en el organismo, pero a menudo se toma como suplemento dietético. La acetilcarnitina es degradada por las esterasas plasmáticas y usada por el organismo para transportar ácidos grasos dentro de la mitocondria.

## Bioquímica
La acetilcarnitina es un derivado de la L-carnitina. Durante el ejercicio vigoroso, una larga porción de L-carnitina y acetil-CoA inutilizada son convertidos a ALCAR dentro de la mitocondria por la enzima carnitina acil-transferasa. La ALCAR es transportada fuera de la mitocondria donde se reconvertirá en sus dos constituyentes. La L-carnitina se ciclara de nuevo dentro de la mitocondria con un grupo acilo para facilitar la utilización de los ácidos grasos, pero el exceso de acetil-CoA puede bloquearlo. El exceso de acetil-CoA provoca que más hidratos de carbono sean usados para obtener energía a expensas de los ácidos grasos. Esto ocurre por diferentes mecanismos dentro y fuera de la mitocondria. El transporte de la ALCAR disminuye el acetil-CoA dentro de la mitocondria, pero lo incrementa en su exterior. El metabolismo glucídico en diabéticos mejora con la administración de ALCAR o L-carnitina. La ALCAR disminuye el consumo de glucosa a favor de la oxidación de los ácidos grasos en los no diabéticos. Una porción de L-carnitina es convertida a ALCAR después de su ingesta a través de los alimentos.

## Biodisponibilidad
Se afirma que ALCAR es superior a la L-carnitina en términos de biodisponibilidad. Ambas utilizan el mismo mecanismo de absorción intestinal, el cual mejora con la presencia de sodio. Un estudio mostró que la concentración en plasma sanguíneo de ALCAR después de su ingestión era baja, posiblemente porque la ALCAR se hidroliza más en la sangre.

## Efectos en la salud
Estudios recientes sugieren que la ALCAR puede beneficiar a pacientes con demencia, aunque esto no está robustamente fundamentado, por lo que la sustancia no es rutinariamente usada para este propósito.
La ALCAR puede tener efectos neuroprotectores en el tratamiento de la enfermedad del Parkinson, pero se requieren estudios adicionales. La ALCAR incrementa la movilidad del esperma.
Se ha sugerido también su utilidad potencial en el tratamiento del dolor neuropático.

## Neurotoxicidad asociada al etanol
La ALCAR en roedores ha mostrado a reducir la neurotoxicidad inducida por etanol.